# Virlange
Die Virlange ist ein Fluss in Frankreich, der im Département Haute-Loire in der Region Auvergne-Rhône-Alpes verläuft. Sie entspringt im Bergland Margeride, nahe der Grenze zum benachbarten Département Lozère, im südlichen Gemeindegebiet von Chanaleilles, entwässert generell in nordöstlicher Richtung und mündet nach rund 25 Kilometern an der Gemeindegrenze von Saint-Préjet-d’Allier und Saugues im Rückstau der Barrage de Pouzas als linker Nebenfluss in die Ance.

## Orte am Fluss
(Reihenfolge in Fließrichtung)
- Chazeau, Gemeinde Chanaleilles
- Chanaleilles
- Le Villeret d’Apchier, Gemeinde Chanaleilles
- La Brugère, Gemeinde Esplantas-Vazeilles
- Esplantas-Vazeilles
- Freycenet, Gemeinde Saugues
- Recoux, Gemeinde Saugues